# Amt Waldenburg

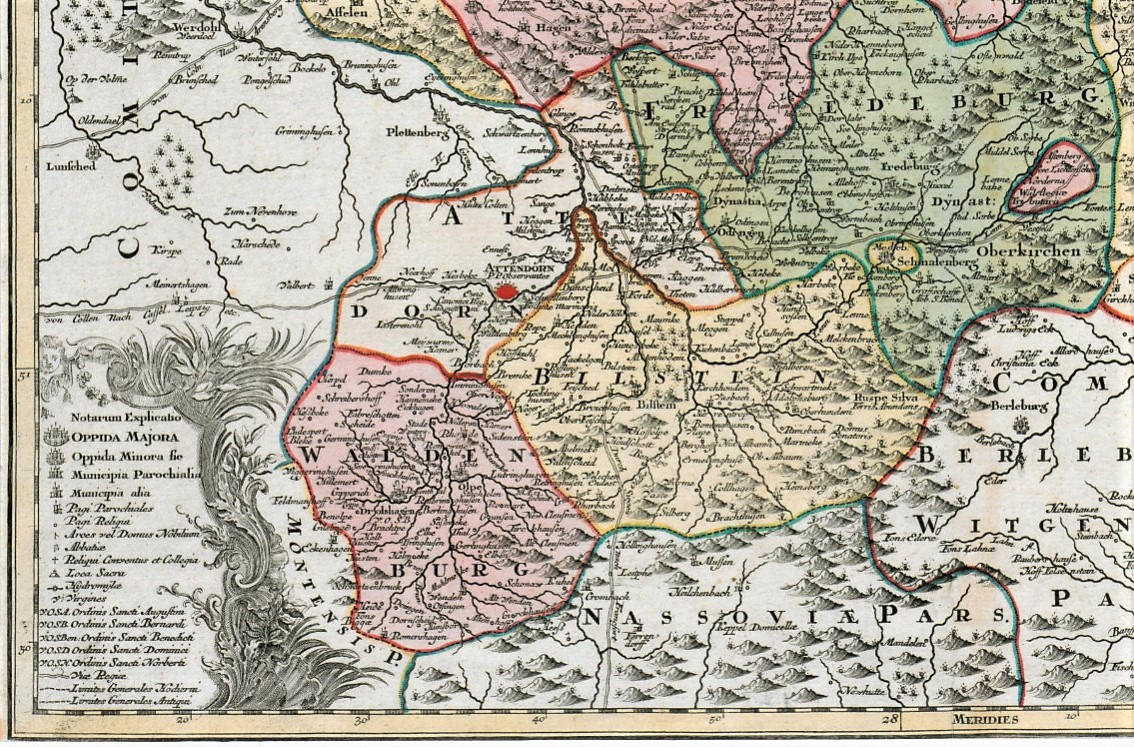
Kartenausschnitt des Herzogtums Westfalen, Amt Waldenburg (1725)

Das Amt Waldenburg war eine Verwaltungseinheit im Herzogtum Westfalen. Seine Entstehung lässt sich bis ins frühe 14. Jahrhundert zurückverfolgen. Häufig wurde es zusammen mit dem Amt Bilstein verwaltet. 1807 wurde es aufgelöst und ging im neugegründeten Amt Olpe auf.

## Geschichte
Das Amt geht auf eine gleichnamige Herrschaft mit Sitz auf der Waldenburg bei Attendorn zurück. Durch Kauf kamen Burg und Herrschaft 1248 in den Besitz des Kölner Erzstiftes. Erzbischof Konrad von Hochstaden setzte einen Drosten oder Amtmann ein. Als nach der verlorenen Schlacht von Worringen 1288 der Besitz der Waldenburg durch die Grafen von der Mark in Frage gestellt wurde, ließ der Marschall von Westfalen Johann I. von Plettenberg zur Stützung der kölnischen Herrschaft in diesem Gebiet Burg Schnellenberg errichten. Zu Beginn des 14. Jahrhunderts wurden die kölnischen Besitzungen in diesem Gebiet zum Amt Waldenburg vereinigt. Zum Amt gehörten im Jahr 1356 die Burgen Waldenburg und Schnellenberg sowie die Städte Olpe und Attendorn.
Das Gebiet lag anfangs isoliert zwischen den Besitzungen fremder Herren. Auch wenn es anfangs zum Marschallamt von Westfalen gehörte, behielten sich die Erzbischöfe die Ernennung der Amtmänner selbst vor, während in den übrigen Ämtern der Marschall diese vornahm. Innerhalb des Amtes entwickelten sich Ansätze zu einem eigenen Selbstverständnis. Spätestens seit den 1370er Jahren war es nicht mehr integraler Bestandteil des Marschallamtes. Nur indirekt, insbesondere durch die militärische Schutzfunktion, blieb das Gebiet im Zuständigkeitsbereich der Marschälle. Dem suchten die Erzbischöfe zeitweise abzuhelfen, indem das Marschallamt und das Amt Waldenburg an eine Person gegeben wurden. Die relative Eigenständigkeit zeigte sich auch daran, dass im Jahr 1462 eine Einigung der Ritter, Städte und Freiheiten des Amtes zustande kam.
Allerdings wurde durch den Erwerb der Grafschaft Arnsberg (1368) und der Herrschaft Fredeburg-Bilstein (1444/45) die territoriale Isolierung des Amtes aufgehoben. Dies erleichterte die Integration in das spätmittelalterliche und frühneuzeitliche Herzogtum Westfalen. Das Amt war von nun an so häufig mit den Ämtern Bilstein und Fredeburg verbunden, dass sein Name zeitweise aus den Quellen verschwand. So taucht es zum Beispiel in den Schatzungsregistern des 16. Jahrhunderts im Gegensatz zum Amt Bilstein gar nicht als eigenständiges Amt auf. Lange Zeit war es auch mit dem Amt Schönholthausen vereinigt.
1556 ernannte Kurfürst Adolf von Schaumburg den Friedrich von Fürstenberg (Drost) zum Drost der Ämter Bilstein und Waldenburg und betraute ihn zusätzlich mit der Verwaltung des Amtes Fredeburg.